# روگیوو
روگیوو (به صربی: Rogljevo) یک منطقهٔ مسکونی در صربستان است که در نگوتین واقع شده‌است. روگیوو ۱۸۳ نفر جمعیت دارد.